# Terbeléd
Terbeléd (szlovákul: Trebeľovce) község Szlovákiában, a Besztercebányai kerületben, a Losonci járásban.

## Fekvése
Losonctól 8 km-re délkeletre, az Ipoly bal partján fekszik. 1973-tól Kismúlyad tartozik hozzá.

## Története
1246-ban "Trebedid" alakban említik először. 1279-ben "Terbedied", 1423-ban "Trebeded al. Mulyad" néven említik. A füleki váruradalom része volt, majd a 15.–16. században a divényi uradalomhoz tartozott. Ezután több nemes család birtoka, köztük a Beniczky, a Jakabfalvy, a Wohl, a Magyar és a Plachy családé. A 17.–18. században Alsó- és Felső-Terbelédre oszlott. 1828-ban 39 házában 350 lakosa élt, akik főként mezőgazdasággal és állattartással foglalkoztak. A falu mezőgazdasági jellegét később is megőrizte.
Vályi András szerint "TERBELÉD. Tót falu Nógrád Várm. földes Urai Beniczky, és több Urak, lakosai külömbfélék, fekszik Raphoz közel, és annak filiája; határja közép termékenységű, vagyonnyai meglehetősek."
Fényes Elek szerint "Terbeléd, magyar f. Nógrád v., 333 kath., 11 evang. lak. Földe középszerü, rétje jobb. F. u. Beniczky, Jakabfalvay, Plachy. Ut. p. Losoncz."
Nógrád vármegye monográfiája szerint "Terbeléd. Fülek és Losoncz között fekszik. Magyar kisközség 87 házzal és 546 római kath. vallású lakossal. Postája, távírója és vasúti állomása Rapp. E község már a XIII. században fennállott. 1246-ban Fülek várának tartozékai között szerepel és 1332–37-ben a pápai tizedjegyzékben is megtaláljuk, a mi azt bizonyítja, hogy ekkor már egyháza is volt. 1405–1409-ben a Kovácsi család volt itt birtokos. 1467-ben Divény várához tartozott. Az 1548. évi adóösszeírásban hét ilynevű helységet találunk. Alsó-Terbelédet, melynek Ragyolczy Ferencz és Felső-Terbelédet, melynek Csalomjay Zsigmond volt az ura; de 1598-ban már Nagy Miklós birtokában találjuk. 1624-ben egy nemes telekre, mely azelőtt Sághy Bálinté volt, Bosnyák Tamás nyer adományt. 1715-ben öt és 1720-ban hat magyar háztartást írtak itt össze. 1770-ben Teleki László, Ráday Gedeon, Prónay László, Mocsáry Samu és Beniczky Tamás voltak a földesurai. 1826-ban a Plachy család, Jakabfalvy András és Beniczky Tamás, majd Beniczky Gyula, Jakabfalvy József és Magyar Zsuzsánna. Jelenleg Beniczky Árpád és Wohl Aladár dr. a nagyobb birtokosai. A községbeli két régi úrilak és az új kastély Wohl Aladár tulajdona. A régiek a Jakabfalvy és a Magyar családokéi voltak, az új kastély-t pedig Wohl Aladár építtette 1898-ban. Az itteni jelenlegi római kath. templom 1896-ban épült. A határban bazaltkőbánya van. A községhez tartoznak a következő lakott helyek: Alsó- és Felsőbábi puszták, Lázi-puszta, Lázi Alsó- és Felsőmajor. Alsó- és Felsőbábi puszták már 1246-ban szerepelnek Baba név alatt. 1342-ben Szécsényi Tamás birtokában voltak, a ki azokat Zagyvafői Miklós fia Petőnek adta cserébe. Ettől kezdve Zagyvafő várához tartoztak. Lázi-puszta 1435-ben önálló helységként szerepel az oklevelekben, a mikor a füleki várhoz tartozott. 1826-ban Beniczky Lajos volt a földesura. Most Beniczky Árpád birtoka, ki itt a régi Beniczky-féle kúriában lakik. Van itt értékes régi könyveket tartalmazó gazdag könyvtár."
A községhez tartozó Alsó- és Felsőbabipuszta egykor önálló falu, 1246-ban "Baba" néven tűnik fel először. 1362-ben "Kysbaba", 1416-ban "Baba a.n. Zenthelsebeth", 1439-ben "Felsewbaba" alakban említik a korabeli források. A 15. században Alsó- és Felső-Babi részre vált szét. A Szécsi, majd a Zagyvafői család birtokolta. A 17. század elején a falu elpusztult és csak 1680 körül tűnik fel újra, mint lakott hely 9 házzal és 78 lakossal, akik főként mezőgazdasággal foglalkoztak.
A községhez tartozó másik lakott hely Lázipuszta, egykor szintén önálló falu volt. 1435-től szerepel az írott forrásokban. A 17. század elején szintén elpusztult és 1670 körül tűnt fel újra, mint lakott hely. 1828-ban 11 ház állt a településen, ahol 79 lakos élt. A 19. században a Beniczky család birtoka.
A trianoni békeszerződésig Nógrád vármegye Losonci járásához tartozott. 1929-ben szlovák parasztokat telepítettek ide. 1938 és 1944 között újra Magyarország része.

## Népessége
| Év:            | 1994. | 2004.   | 2014.   | 2024.    |
| -------------- | ----- | ------- | ------- | -------- |
| Emberek száma: | 963   | 976     | 949     | 840      |
| Eltérés:       |       | +1,34 % | -2,76 % | -11,48 % |

| Év:            | 2023. | 2024.   |
| -------------- | ----- | ------- |
| Emberek száma: | 847   | 840     |
| Eltérés:       |       | -0,82 % |

Terbeléden 1910-ben 510 lakosából 484 magyar és 24 szlovák anyanyelvű volt.
Terbeléden 1930-ban 618 lakosából 481 magyar, 110 csehszlovák, 1-1 német és ruszin és 25 állampolgárság nélküli volt. Ebből 527 római katolikus, 84 evangélikus, 1 görög katolikus és 6 egyéb vallású volt.
Terbeléden 1941-ben 639 lakosából 512 magyar és 121 szlovák volt.
Terbeléden 1970-ben 863 lakosából 350 magyar és 513 szlovák volt. Kismúlyadon (1973-tól Terbeléd része) 104 magyar és 32 szlovák élt.
2001-ben 978 lakosából 694 szlovák, 247 magyar, 27 cigány, 3 cseh, 5 egyéb és 2 ismeretlen nemzetiségű volt.
2011-ben 943 lakosából 694 szlovák, 152 magyar, 35 cigány és 55 ismeretlen nemzetiségű volt.
2021-ben 867 lakosából 702 (+18) szlovák, 128 (+9) magyar, 1 (+3) cigány, 7 egyéb és 29 ismeretlen nemzetiségű volt.

## Neves személyek
- Lázin született 1815-ben Beniczky Hermin Karolina a magyar nőnevelés úttörője, a 19. század iskolaalapító magyar nagyasszonya, az Országos Nőképző Egyesület alapítója.
- Lázin született 1845-ben Beniczky Lajos alispán, főispán.
- Itt született 1933-ban Telekiné Nagy Ilona egyetemi oktató, nyelvész.

## Nevezetességei

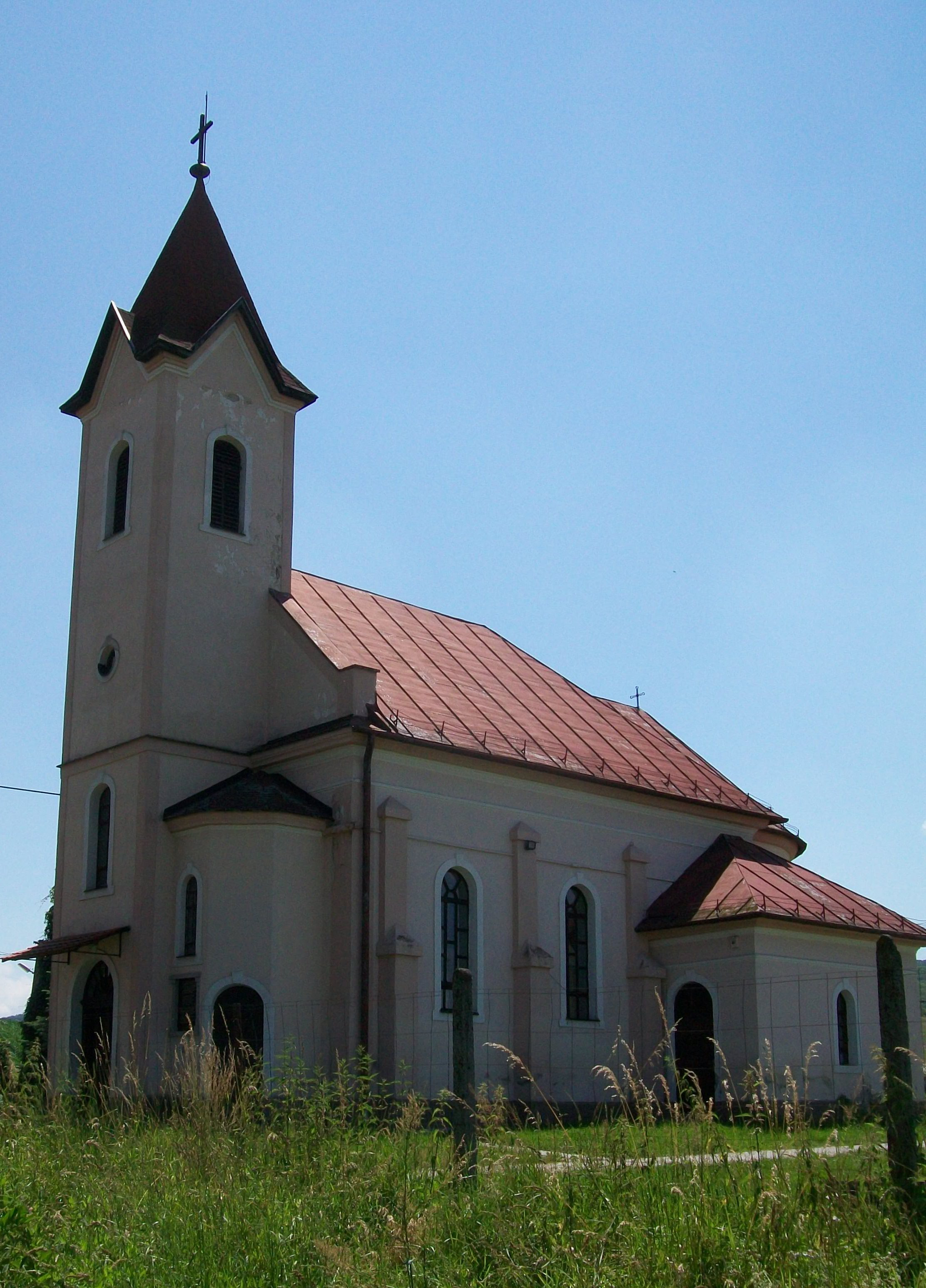
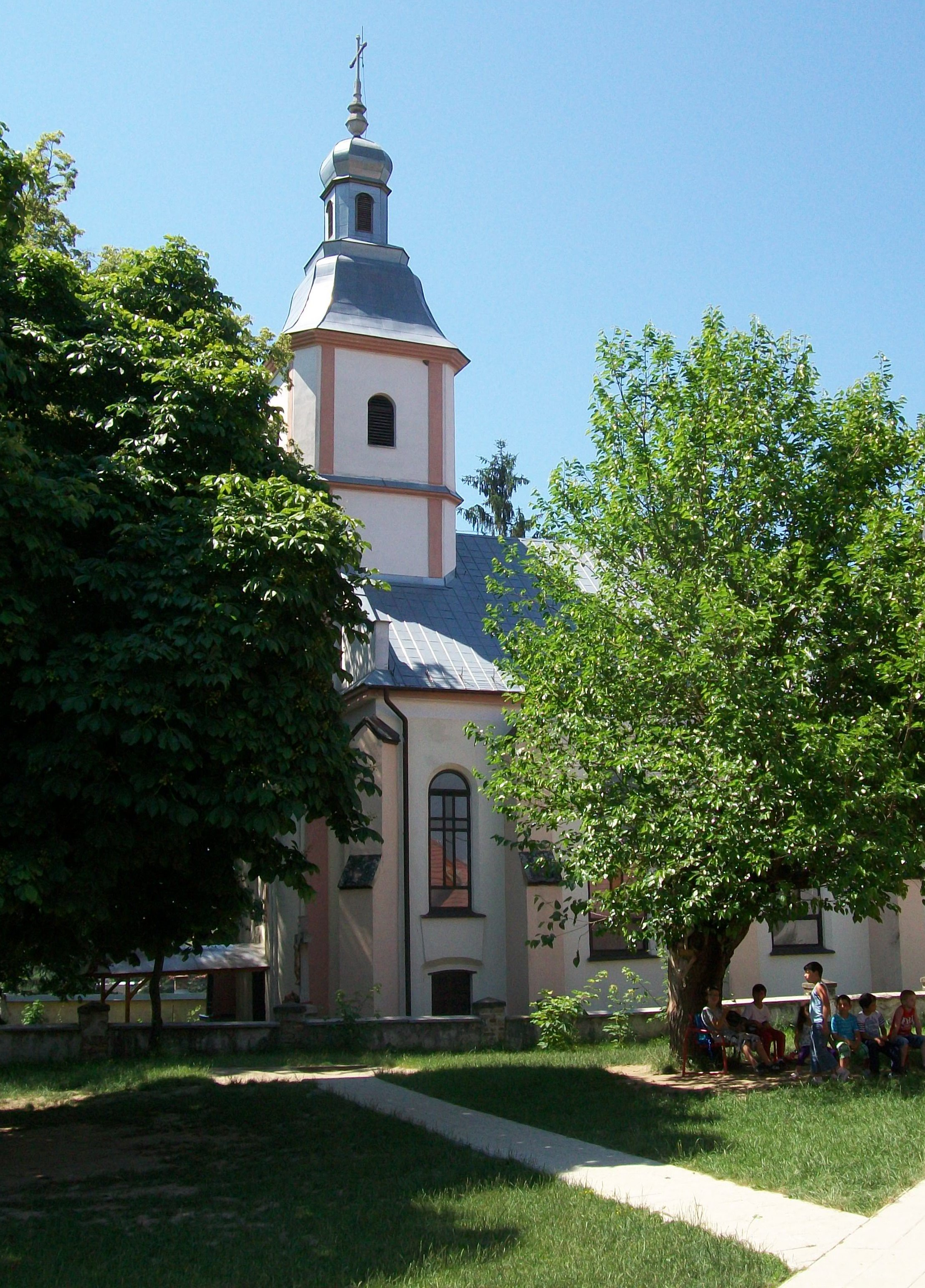
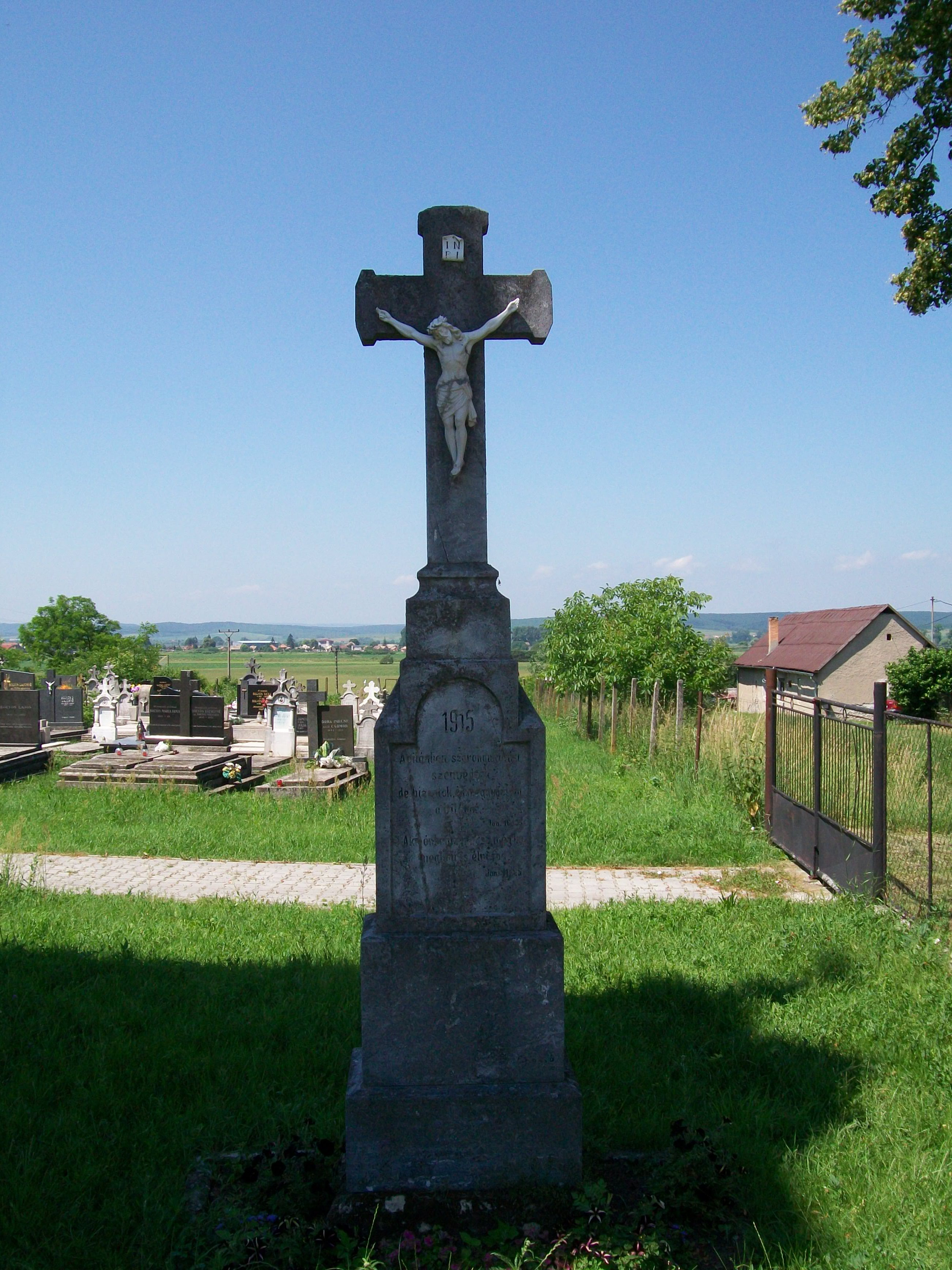
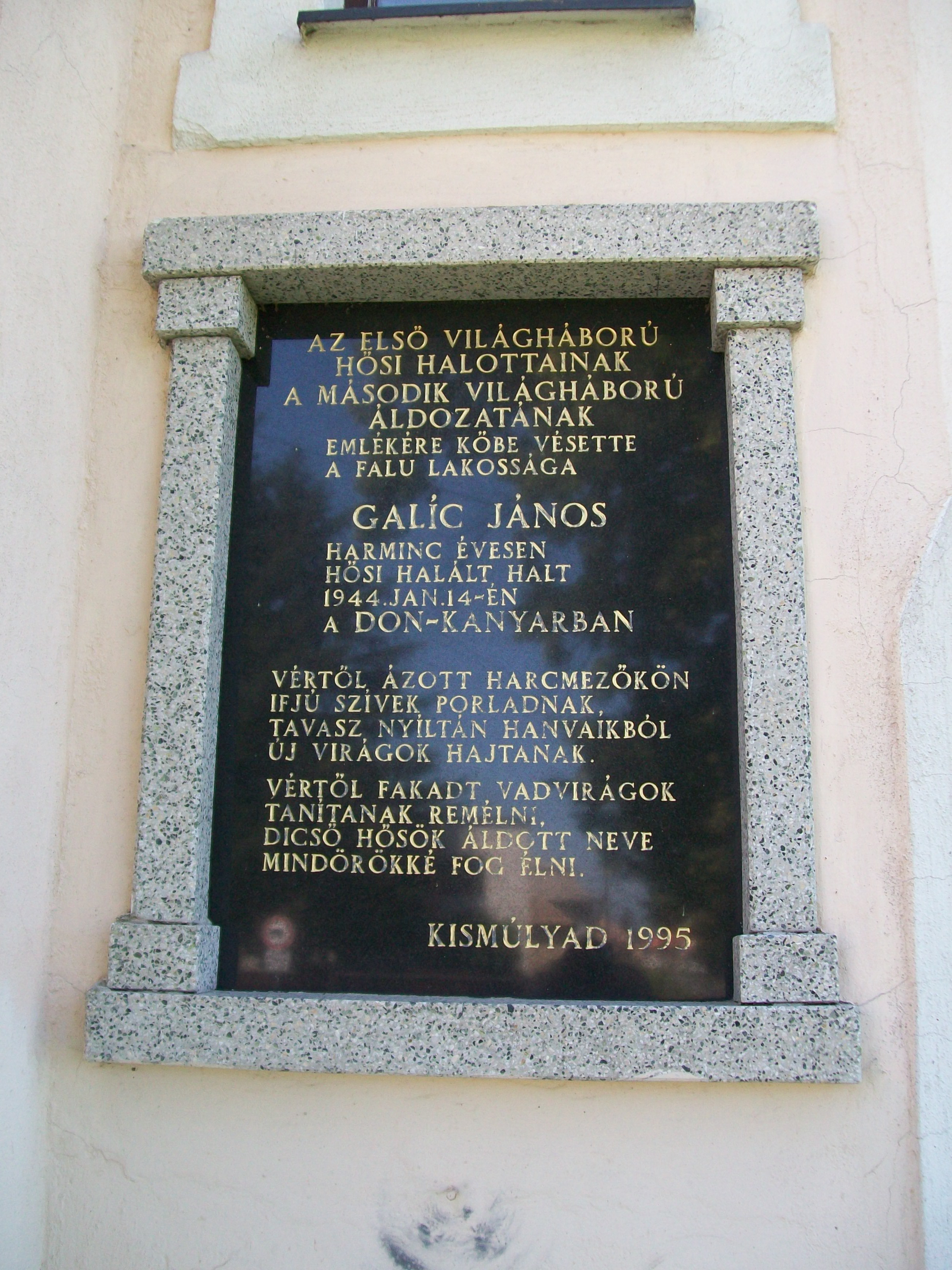

- A Wohl család 19. század végén épített késő klasszicista kastélyának romjai, mely a második világháborúban semmisült meg.
- Római katolikus temploma 1896-ben épült késő klasszicista stílusban.